# Ruta 2 (Paragwaj)
Ruta Nacional Número 2 "Mcal. José Félix Estigarribia" (lub krócej Ruta 2) – jedna z najważniejszych i najstarszych dróg w Paragwaju. Zaczyna się w stolicy kraju - Asunción, natomiast kończy w stolicy departamentu Caaguazú - Coronel Oviedo, gdzie kontynuuje swój bieg jako Ruta 7, która kończy się w drugim pod względem wielkości mieście w tym kraju - Ciudad del Este. Jej długość wynosi 132 km. W 2013 roku rozpoczęła się realizacja projektu, mającego na celu rozszerzenie drogi na całej jej długości do czterech pasów ruchu.
| Kilometr | Miasto                     | Departament | Skrzyżowania    |
| -------- | -------------------------- | ----------- | --------------- |
| 0        | Asunción                   | Asunción    |                 |
| 6        | Fernando de la Mora        | Centralny   |                 |
| 10       | San Lorenzo                | Centralny   | Ruta 1          |
| 19       | Capiatá                    | Centralny   |                 |
| 29       | Itauguá                    | Centralny   |                 |
| 36       | Ypacaraí                   | Central     |                 |
| 52       | Caacupé                    | Cordillera  |                 |
| 71       | Eusebio Ayala              | Cordillera  |                 |
| 86       | Itacurubí de la Cordillera | Cordillera  |                 |
| 101      | San José de los Arroyos    | Caaguazú    |                 |
| 132      | Coronel Oviedo             | Caaguazú    | Ruta 7 i Ruta 8 |